# Rasbora calliura
Rasbora calliura és una espècie de peix cipriniforme de la família dels ciprínids.

## Morfologia
Els mascles poden assolir els 13 cm de longitud total.

## Distribució geogràfica
Es troba al riu Mekong, sud-est de Tailàndia, sud-oest de Cambodja, Malàisia, Sumatra i oest de Borneo.